# 블루어가

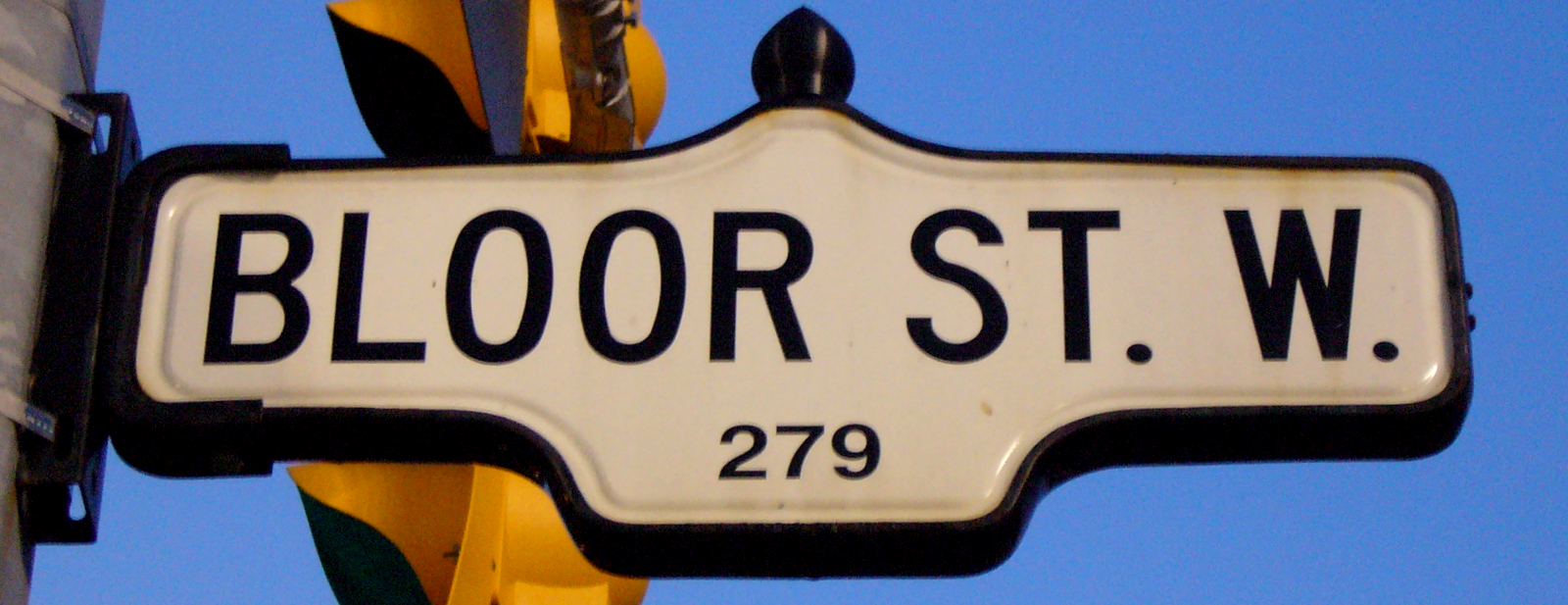
블루어 스트리트 웨스트 도로 표지판

블루어 스트리트(Bloor Street)는 캐나다 온타리오주 토론토의 거주, 상업을 통틀어 주요한 동서축 도로이다. 블루어 스트리트는 프린스 에드워드 고가교에서 서쪽으로 미시사가의 센트럴 파크웨이까지 이어지는 도로이다. 동쪽 고가교 이후로는 댄포스 애비뉴가 계속 이어진다. 이 도로의 길이는 25킬로미터이고, 또한 이 길은 세계에서 가장 '비싼' 도로 중 하나로 불린다. 지역적으로, 블루어 스트리트는 토론토의 시내와 가운데 지역을 가르는 경계선이 되기도 한다.
이 도로는 19세기에 이 지역의 땅 소유자이자 1830년에 요크빌 마을을 설립한 맥주 양조업자 조지프 블루어의 이름을 따서 지어졌다. 그는 베이뷰 애비뉴와 로즈데일 밸리 로드에 있는 네크로폴리스 공동묘지에 묻혔다.
2호선 블루어-댄포스가 키플링 애비뉴 동쪽의 토론토 구역을 지나가며, 고가교를 건너 댄포스 애비뉴로 간다.